# Aquilino Morelle
Aquilino Morelle, nacido el 5 de junio de 1962 en París, es un médico y político francés. Consejero de Lionel Jospin en su etapa de Primer ministro, de 1997 a 2002, más tarde fue consejero político del presidente de la República François Hollande, del 15 de mayo de 2012 al 18 de abril de 2014.

## Biografía
Nacido en una familia de inmigrados españoles, en concreto asturianos de los municipios de Mieres y Langreo, Aquilino Morelle pasa toda su niñez en el barrio parisiense de Belleville, y una parte de su adolescencia en el 16.º distrito de París, donde descubre el lado burgués de la ciudad. Hijo de Aquilino Morelle, obrero de Citroën en Nanterre, y de Elena Morelle, nacida Suarez, tuvo cinco hermanas mayores y un hermano pequeño.
Licenciado en Medicina, efectuó sus prácticas en hospitales de París (AP-HP; 1985 a 1988). Paralelamente a sus estudios de Medicina, actividad que nunca ejerció, se integra en el famoso Instituto de Estudios Políticos de París (Ciencias Po) y consigue entrar en la Escuela Nacional de Administración (ENA), de la que sale diplomado en 1992, en la promoción Condorcet.
Aquilino Morelle estuvo casado con la periodista Elizabeth Martichoux, con la que tuvo dos niños. Luego se unió a Laurence Engel, compañera de la ENA (promoción Condorcet) y consejera de varios ministerios, cercana a Aurélie Filippetti, ministra de Cultura. Tienen tres niños.

## Trayectoria
Aquilino Morelle obtiene su primer destino en la Inspección General de Asuntos Sociales (IGAS), donde trabaja sobre un caso de sangre contaminada a través de un estudio sobre las prisiones. Sobre esta experiencia escribe La Derrota de la salud pública. Hace igualmente un informe sobre el Mediator. En 1992, vota « No » al tratado de Maastricht.
De 1997 a 2002, es la « pluma » del Primer ministro Lionel Jospin. En 2000, participa en el programa Young Leaders, organizado por la Fundación Franco-Estadounidense.
En las elecciones municipales de 2001, es candidato por el Partido Socialista en el Ayuntamiento de Nontron, en Dordoña, pero sale derrotado en la primera vuelta por el alcalde del RPR, Pierre Giry. 
Presentado de nuevo por el PS a las legislativas de 2002, por la circunscripción de los Vosgos, renunció finalmente a presentarse, bajo la presión de Christian Pierret, antiguo diputado de esta misma circunscripción y ministro del gobierno Jospin, que pidió su renuncia a favor de otro candidato del PS, Claude Jacquot, que superó la primera elección. Tras la eliminación de Lionel Jospin en la primera vuelta de las presidenciales, Christian Pierret declaró que « la proximidad de Aquilino Morelle con Lionel Jospin era una discapacidad ». Claude Jacquot fue batido en la segunda vuelta por el candidato de la UMP, Gérard Cherpion. 
En 2002, Aquilino Morelle fichó para trabajar en Estados Unidos con Euro RSCG, una compañía estadounidense con intereses farmacéuticos y de la salud, pero volvió en 2004. En 2005, sostuvo, con Laurent Fabius sobre todo, el « no » al referéndum sobre el tratado constitucional europeo.
En 2007, fue candidato a las elecciones legislativas bajo la etiqueta del Partido Socialista en la 6.º circunscripción de Seine-Maritime, donde fue derrotado en la primera vuelta por el comunista Jean-Paul Lecoq (que será elegido finalmente) y el diputado de la UMP, Denis Merville. Tras el fracaso, se reintegró en el IGAS.
En 2011, después de haber codirigido el informe del IGAS sobre el asunto del Mediator, es director de campaña de Arnaud Montebourg durante las primarias presidenciales socialistas de 2011. Durante la campaña para la elección presidencial francesa de 2012, redacta discursos para el candidato François Hollande.
El periódico Mediapart afirma que en realidad Aquilino Morelle habría utilizado un negro literario para escribirlos, su antiguo colaborador Paul Bernard.

## Consejero del presidente Hollande
El 15 de mayo de 2012, Aquilino Morelle fue nombrado consejero político del presidente de la República François Hollande. En febrero de 2014 fue igualmente nombrado « jefe de comunicación » del Elíseo. El 18 de abril, Aquilino Morelle dimite de su puesto en el Elíseo.

### Polémicas
En 2004, Aquilino Morelle fue acusado de tráfico de influencias, después de una estancia en un hotel de Venecia, mientras era asesor de Lionel Jospin. El 18 de abril de 2014, un informe destapa sus vínculos con laboratorios farmacéuticos. En mayo de 2014, el IGAS pide al presidente Hollande abrir procedimiento administrativo contra Aquilino Morelle.
El 10 de septiembre de 2014, en una entrevista concedida al semanario Le Point, Aquilino Morelle compara su cese y el de Arnaud Montebourgcon el « genocidio de Ruanda ». En entrevista con Agence France-Presse, niega sus propósitos, pero a Europe 1 los confirma ; Étienne Gernelle, director de Le Point, los confirma igualmente.
Aquilino Morelle, sin embargo, no fue sancionado por sus excesos verbales ni por el conflicto de interés con un laboratorio farmacéutico.

### Regreso al IGAS
De regreso al IGAS, Aquilino Morelle publica en enero de 2017 el libro L'Abdication en ediciones Grasset, en el que critica el voluntarismo económico de François Hollande y su adhesión a las tesis liberales. Lo acusa de ser responsable de su expulsión del Elíseo divulgando un falso informe.

## Publicaciones
- La Défaite de la santé publique. Groupe Flammarion. 1996. p. 389. ISBN 9782082115636.
- La Santé publique. Presses universitaires de France. 2010. ISBN 978-2130570943.
- L'abdication. Éditions Grasset & Fasquelle. 11 de enero de 2017. p. 416. ISBN 978-2246855293.

## Reconocimientos
En 1998, Aquilino Morelle recibió la distinción de la Fundación « Young Leaders », controlada por la Fundación Franco-Estadounidense.